# 7-я кавалерийская дивизия (Российская империя)
7-я кавалерийская дивизия — кавалерийское соединение в составе 19-го армейского корпуса Русской Императорской армии.
Штаб-квартира дивизии в городах: Ковель (1903 год); Владимир-Волынск (1913 год).
Входит в 19-й армейский корпус.

## История дивизии

### Формирование
Сформирована 27 июля 1875 года в ходе общей реорганизации кавалерии в составе двух бригад (по 2 полка в каждой): 1-я бригада прежней 4-й кавалерийской дивизии дополнена донским казачьим полком, переформирована и названа 7-й кавалерийской дивизией. Была расквартирована в Одесском военном округе.
- 1875—1918 — 7-я кавалерийская дивизия

С 1 ноября 1876 года дивизия входила в состав 7-го армейского корпуса (АК) первого формирования. Затем 7 сентября 1878 года была переведена в новый 7-й АК, переформированный из бывшего 10-го. В составе этого корпуса дивизия находилась до 1894 г., когда она была включена во вновь сформированный 19-й армейский корпус.

### Состав дивизии
- 1-я бригада (Владимир-Волынск, временно Ковель)
  - 7-й драгунский Кинбурнский полк
  - 7-й уланский Ольвиопольский Короля Испанского Альфонса XIII полк
- 2-я бригада (Владимир-Волынск)
  - 7-й гусарский Белорусский Императора Александра I полк
  - 11-й Донской казачий генерала от кавалерии графа Денисова полк
- 7-й конно-артиллерийский дивизион (Владимир-Волынск)

### Боевые действия
2 августа 1914 г. дивизия произвела набег на Сокаль. 14 - 15 августа участвовала в Тарношинском бою, где в ходе конной атаки отличился гусарский эскадрон. Действовала в Ченстохово-Краковской операции в ноябре 1914 г.
- 15[5] июня 1915 года три полка дивизии — кинбурнские драгуны вместе с белорусскими гусарами и донскими казаками,[6] отличился во фланговой контратаке против наступавших в прорыв русской обороны частей генерала фон Макензена.[7]
- дивизия сражалась в Ровенской операции 1915 г.[8] Действовала в июле 1916 г. в Битве за Волынь[9].
- 15.07.1917 — Приказом Верховного Главнокомандующего А. А. Брусилова № 634 7-й кавалерийской дивизии 19-го армейского корпуса присвоено наименование «Часть смерти с почётным правом умереть за Родину».

## Командование дивизии
(Командующий в дореволюционной терминологии означал временно исполняющего обязанности начальника или командира. Должности начальника дивизии соответствовал чин генерал-лейтенанта, и при назначении на эту должность генерал-майоров они оставались командующими до момента своего производства в генерал-лейтенанты).

### Начальники дивизии
- 27.07.1875—02.03.1878 — генерал-адъютант генерал-лейтенант Манзей, Константин Николаевич
- до 01.05.1878 — 19.09.1879[10] — генерал-майор Свиты Е. И. В. (с 06.06.1878 генерал-лейтенант) граф де Бальмен, Александр Петрович
- 25.09.1879—30.08.1881 — командующий генерал-майор Свиты Косич, Андрей Иванович
- 30.08.1881—04.03.1884 — командующий генерал-майор Свиты Эттер, Николай Павлович
- 04.03.1884—01.09.1894 — генерал-майор (с 30.08.1886 генерал-лейтенант) Бодиско, Константин Константинович
- 16.09.1894—04.07.1902 — генерал-майор (с 14.05.1896 генерал-лейтенант) Роговский, Николай Михайлович
- 04.07.1902—15.06.1907 — генерал-майор (с 06.12.1902 генерал-лейтенант) Фомин, Леонид Петрович
- 15.06.1907—11.05.1912 — генерал-майор (с 30.07.1907 генерал-лейтенант) Плешков, Михаил Михайлович
- 21.05.1912—23.11.1914 — генерал-лейтенант Тюлин, Михаил Степанович
- 23.11.1914—06.04.1917 — генерал-майор (с 22.03.1915 генерал-лейтенант) Рерберг, Фёдор Сергеевич
- 12.04.1917—17.07.1917 — командующий генерал-майор Дуров, Николай Николаевич
- 23.07.1917—23.08.1917 — командующий генерал-майор барон Врангель, Пётр Николаевич
- 23.08.1917—хх.хх.хххх — командующий генерал-майор Зыков, Сергей Петрович

### Начальники штаба дивизии
- 27.06.1875—17.06.1879 — и. д. (утверждён в должности 19.04.1877) полковник барон фон Таубе, Фердинанд Фердинандович
- 21.07.1879—28.02.1891 — полковник Зарубаев, Николай Платонович
- 15.03.1891—03.03.1895 — полковник Безрадецкий, Дмитрий Николаевич
- 28.11.1895—18.12.1895 — полковник Лопушанский, Николай Яковлевич
- 13.03.1895—29.10.1899 — полковник Рутковский, Александр Константинович
- 22.02.1900—22.09.1901 — полковник Чагин, Владимир Александрович
- 22.09.1901—29.11.1902 — полковник Бедряга, Иван Алексеевич
- 09.12.1902—24.02.1903 — полковник Драгомиров, Абрам Михайлович
- 24.02.1903—21.09.1905 — полковник Ладыженский, Гавриил Михайлович
- 27.10.1905—17.01.1906 — полковник Богданович, Сергей Ильич
- 17.01.1906—04.11.1906 — полковник Кольшмидт, Виктор Брунович
- 19.11.1906—13.09.1908 — полковник Мадритов, Александр Семенович
- 18.09.1908—08.10.1911 — полковник Черемисов, Владимир Андреевич
- 07.11.1911—03.06.1915 — полковник Приходкин, Дмитрий Дмитриевич
- 23.06.1915—20.10.1915 — и. д. подполковник Шатилов, Павел Николаевич
- 31.10.1915—24.01.1916 — полковник Прохоров, Сергей Дмитриевич
- 02.02.1916—30.10.1916 — полковник (с 09.07.1916 генерал-майор) Линицкий, Александр Иванович
- 30.10.1916—30.07.1917 — полковник (с 06.12.1916 генерал-майор) Одноглазков, Георгий Фёдорович
- 12.08.1917—хх.12.1917 — полковник (с 24.09.1917 генерал-майор) фон Дрейер, Владимир Николаевич

### Командиры 1-й бригады
- 27.06.1875—30.08.1878 — генерал-майор Дика, Кузьма Егорович
- 29.09.1878—15.12.1882[10] — генерал-майор Сюннерберг, Константин Карлович[11][12]
- 27.01.1883—14.11.1888 — генерал-майор Санников, Сергей Иванович
- 14.11.1888—12.05.1897 — генерал-майор Бреверн, Егор Иванович
- 12.05.1897—10.12.1899 — генерал-майор Желтухин, Антон Николаевич
- 25.01.1900—16.06.1903 — генерал-майор Пржевлоцкий, Константин Ефимович
- 03.07.1903—11.11.1907 — генерал-майор Карандеев, Валериан Александрович
- 01.12.1907—05.12.1910 — генерал-майор Демор, Сергей Петрович
- 07.12.1910—05.05.1912 — генерал-майор Лавров, Евграф Евграфович[13]
- 21.05.1912—12.04.1917 — генерал-майор Дуров, Николай Николаевич
- 18.04.1917—23.08.1917 — полковник Зыков, Сергей Петрович

### Командиры 2-й бригады
- 27.06.1875—24.08.1875 — Лошкарёв (Лашкарев) Григорий Александрович
- 24.08.1875—после 01.09.1879 — генерал-майор Рорбек, Трофим Людвигович
- 01.11.1879—22.02.1889 — генерал-майор Краснов, Даниил Васильевич
- 02.03.1889—03.08.1894 — генерал-майор Чернозубов, Григорий Федорович
- 06.08.1894—01.03.1895 — генерал-майор Короченцов, Василий Петрович
- 14.03.1895—25.01.1900 — генерал-майор Пржевлоцкий, Константин Ефимович
- 25.01.1900—01.12.1901 — генерал-майор Девель, Даниил Фёдорович
- 25.01.1902—05.06.1902 — генерал-майор Верёвкин, Михаил Николаевич
- 05.06.1902—03.07.1903 — генерал-майор Карандеев, Валериан Александрович
- 09.07.1903—03.10.1907 — генерал-майор Мандрыко, Владимир Григорьевич
- 03.10.1907—30.09.1908 — генерал-майор Васьянов, Владимир Иванович
- 05.11.1908—17.11.1910 — генерал-майор Широков, Иван Захарович
- 17.11.1910—01.12.1913 — генерал-майор Савойский, Николай Васильевич
- 14.12.1913—02.08.1914 — генерал-майор Свешников, Николай Львович
- 07.09.1914—08.10.1915 — генерал-майор Рубец-Масальский, Фёдор Васильевич
- 08.10.1915—07.06.1917 — полковник (с 23.12.1915 генерал-майор) Колзаков, Пётр Николаевич
- 21.06.1917—07.09.1917 — генерал-майор Серебренников, Николай Павлович
- 22.10.1917—хх.хх.хххх — генерал-майор Серебренников, Николай Павлович

### Командиры 7-го конно-артиллерийского дивизиона
- 06.05.1895—30.06.1897 — полковник Жиляй, Виктор Евгеньевич
- 07.07.1897—13.06.1900 — полковник Гриббе, Николай Густавович
- 16.06.1900—27.02.1904 — полковник Анисимов, Николай Тимофеевич
- 03.05.1904—28.01.1908 — полковник Григорьев, Иван Прокофьевич
- 28.01.1908—04.06.1911 — полковник Фиалковский, Николай Николаевич
- 10.06.1911—24.11.1914 — полковник Агафонов, Николай Константинович
- 24.11.1914—28.04.1917 — полковник Орловский, Николай Валентинович
- 24.05.1917—21.07.1917 — полковник Бабанин, Пётр Иоасафович
- 21.07.1917—хх.хх.хххх — полковник Левицкий, Борис Антонович